# Chlorita naudei
Chlorita naudei är en insektsart som beskrevs av Pieter D. Theron 1988. Chlorita naudei ingår i släktet Chlorita och familjen dvärgstritar. Inga underarter finns listade i Catalogue of Life.